# Vilapicina
Vilapicina – stacja metra w Barcelonie, na linii 5. Stacja została otwarta w 1959.